# Nydia Caro
Nydia Caro (* 7. Juni 1948 in New York City) ist eine puerto-ricanische Schauspielerin und Sängerin.
Caro wurde in New York als Tochter puerto-ricanischer Eltern geboren. Sie studierte Gesang, Tanz und Schauspiel an der New York School of Performing Arts. Nach dem Tod ihres Vaters ging sie nach Puerto Rico. Dort erschien 1967 als erstes von mehr als 20 Alben Dímelo Tú. Sie gewann mit Carmen Mercados Song Hermano Tengo Frio den ersten Preis beim Festival von Bogota, mit Julio Iglesias’ Song Vete Ya den dritten Preis beim Benidorm Festival und war 1974 mit Hoy canto por cantar Gewinnerin des OTI Festivals.
Als Schauspielerin arbeitete sie überwiegend für das Fernsehen, wo sie u. a. eine Hauptrolle in der Soap Sombras del Pasado erhielt und eine eigene Show hatte. 2000 spielte sie in Stephen Hopkins’ Film Under Suspicion (Mörderisches Spiel) eine Hauptrolle an der Seite von Gene Hackman und Morgan Freeman.